# 崇贤街道
崇贤街道，浙江省杭州市临平区下辖的一个街道，位于临平区西部。崇贤街道原属余杭区管辖，2021年4月，其被划入新设的临平区。全街道总面积38.62平方公里，总人口15万人。

## 辖区
崇贤街道辖有：
前村社区、向阳村、崇贤村、大安村、沾桥村、鸭兰村、北庄村、陆家桥村、三家村、沿山村、四维村和龙旋村。

## 交通
- 宣杭铁路：沈家塘站